# Фаленопсис Лобба
Фаленопсис Лобба (лат. Phalaenopsis lobbii) — епіфітна трав'яниста рослина родини  орхідних, або зозулинцевих (Orchidaceae).
Вид не має усталеної української назви. У україномовних джерелах зазвичай використовується наукова назва Phalaenopsis lobbii.

## Синоніми
- Phalaenopsis listeri Berkley 1887
- Phalaenopsis parishii var. Lobbii Rchb.f. 1870
- Polychilos lobbii (Rchb.f.) Shim 1982

## Природничі варіації
- Phalaenopsis lobbii f. Flava Christenson
- Phalaenopsis lobbii f. Flavilabia Christenson

## Біологічний опис
Мініатюрний моноподіальний епіфіт. 
Стебло укорочене, приховане основами 1-4 листків. 
Коріння численне, добре розвинене. 
Листя еліптичне, до 13 см завдовжки, 5 см шириною. Взимку може відбуватися втрата листя. 
Квітконоси тонкі, коротші за листя, несуть 2-6 кольорів. Дорослі рослини формують по декілька квітконосів. Квіти відкриваються послідовно. Квітконіс подовжується в процесі цвітіння. 
Квіти близько 2 см діаметром, щільні. Пелюстки білого або кремового кольору, губа широка, борозенчаста з двома широкими смугами різних відтінків жовтого кольору. Основа  колонки покрита коричневими цятками.

## Ареал, екологічні особливості
Східні Гімалаї, Індія (Ассам, Сіккім), Бірма (Nampakon), Бутан, М'янма, В'єтнам, в околицях Дарджилінг.
Вічнозелені рівнинні ліси, а також гірські змішані і хвойні ліси на висотах від 360 до 1200 м над рівнем моря. На вкритих мохом стовбурах і гілках старих дерев. 
У природі сухий період дуже тривалий, але за винятком двох найхолодніших місяців, вологість повітря залишається високою за рахунок частих туманів і рясних ранкових рос. На додаток до цього поверхні, на яких закріплюються коріння фаленопсис, здатні вбирати і зберігати атмосферну вологу навіть за відсутності дощів. 
Період цвітіння — зима, весна.
Відноситься до числа видів, що охороняються (другий додаток CITES).

## Етимологія та історія опису
Вперше був виявлений в 1845 р. Томасом Лоббом (1820—1894), в східних Гімалаях. Томас Лобб працював збирачем орхідей на фірму Вейч і сини. Довгий час Phalaenopsis lobbii плутали з Phalaenopsis parishii, який відрізняється від першого будовою губи. У 1980 р. описано Світом, як окремий вид. Назва дана на честь першовідкривача рослини.

## У культурі
Температурна група — від прохолодної до теплої. У період  вегетації вдень 30-31°С, вночі 21-23°С. У період спокою вдень 22-28°С, вночі 12-14°С. Для нормального цвітіння обов'язковий перепад температур день/ніч в 6-12°С.
Освітлення — півтінь. Світла вимагає трохи більше більшості видів роду. 1200—1800 FC. 
 Відносна вологість повітря 70-80%, взимку можна скоротити до 60% .
Здатний цвісти кілька разів на рік. Загальна інформація про агротехніку у статті Фаленопсис.
Вид використовується в гібридизації.

## Первиннігібриди
- Arnes Ulfers — mannii х lobbii (Johannes Werner) 2003
- Formosa Dream — amabilis х parishii (Hou Tse Liu) 1992
- Honghen Love — honghenensis х lobbii (Hou Tse Liu) 2007
- Java Love — javanica х lobbii (Hou Tse Liu) 2006
- Jiaho's Lovely Star — stuartiana х lobbii (Nobby Orch.) 2005
- Love Heart — schilleriana х lobbii (Hou Tse Liu) 2004
- Lovely Kid — lobbii х parishii (Hou Tse Liu) 2005
- Yaphon Kitty — lobbii х chibae (Yaphon Orch.) 2007
- Yaphon Lobspis — lobbii х tetraspis (Yaphon Orch.) 2007